# Акадија (Фођа)
Акадија (итал. Accadia) је насеље у Италији у округу Фођа, региону Апулија.
Према процени из 2011. у насељу је живело 2262 становника. Насеље се налази на надморској висини од 652 м.

## Становништво
Према резултатима пописа становништва 2011. у општини је живело 2.418 становника.
| 1936. | 1951. | 1961. | 1971. | 1981. | 1991. | 2001. | 2011. |
| ----- | ----- | ----- | ----- | ----- | ----- | ----- | ----- |
| 5.166 | 5.247 | 4.854 | 3.990 | 3.562 | 3.107 | 2.702 | 2.418 |

## Партнерски градови
- Сан Марко ин Ламис
- Спело (Перуђа)